# Markærenpris
Markærenpris (Veronica arvensis), ofte skrevet mark-ærenpris, er en 3-20 cm høj urt, der i Danmark vokser på agerjord og tørre skrænter.

## Beskrivelse
Markærenpris er en enårigt, urteagtig plante med en opret eller opstigende vækst. Stænglerne er oftest forgrenede, og de er forsynet med ret stive hår. Bladene sidder modsat og de er ægformede med groft takket rand. Begge bladsider er græsgrønne og forsynet med mange hår.
Blomstringen sker i april-august, hvor man finder blomsterne siddende i endestillede, løse klaser. De enkelte blomster er 4-tallige, mørkeblå og svagt uregelmæssige. Frugterne er kapsler med flade frø, som spirer særdeles villigt.
Rodnettet består af en lodret pælerod med kraftige siderødder.
Højde x bredde og årlig tilvækst: 0,20 x 0,20 m (20 x 20 cm/år).

## Voksested
Arten er vidt udbredt som markukrudt, men den har sit oprindelige hjemsted i egnene fra Nordafrika over Mellemøsten og Lilleasien til Centralasien og den indiske halvø. I Europa findes den så godt som overalt, hvad der også gælder i Danmark, hvor den også kan findes på tørre skrænter.
Arten findes i det sydlige Mähren, hvor den optræder i ukrudt-plantesamfundet Spergulo arvensis-Scleranthetum annui, som findes i rodfrugtafgrøder og kornmarker på sure og fugtige jorde. Her er den fundet sammen med bl.a. agermynte, agerstedmoderblomst, agertidsel, alm. fuglegræs, alm. hanekro, hyrdetaske, alm. kvik, alm. pengeurt, rundskulpe, spergel, burresnerre, ferskenpileurt, glat vejbred, hvidmelet gåsefod, krumhals, krybende hestegræs, kærgaltetand, lugtløs kamille, markforglemmigej, rødknæ, skivekamille, snerlepileurt, sumpevighedsblomst, vejpileurt og vindaks
| Portal | Portal:Botanik |

## Note
1. ↑  Zdeňka Lososová: Weed vegetation in southern Moravia (Czech Republic) (engelsk)